# Estadi Teddy Kollek
L'Estadi Teddy Kollek, (en hebreu: אצטדיון טדי) també conegut com a Estadi Teddy, és un estadi multipropòsit a la ciutat de Jerusalem, a Israel. Deu el seu nom a Teddy Kollek, batlle de la ciutat entre 1965 i 1993 durant el mandat del qual es va construir el recinte. Actualment hi juguen tres equips de futbol de Jerusalem: el Beitar Jerusalem FC, i el Hapoel Jerusalem FC.
La construcció va començar el 1990. Quan es va inaugurar el 1992, només les tribunes occidental i oriental eren acabades, això deixava a l'estadi a punt per rebre a 17.000 persones.
El 1997 es va obrir la tribuna nord, això en va augmentar la capacitat amb 4.000 espectadors. El recinte, un dels més nous del país, té uns accessos especials per a discapacitats, banys moderns, i cinc mil places d'estacionament.

L'Estadi Teddy ha estat l'escenari en el passat, de partits de la selecció de futbol d'Israel, així com de la cerimònia d'obertura dels Jocs Macabeus.

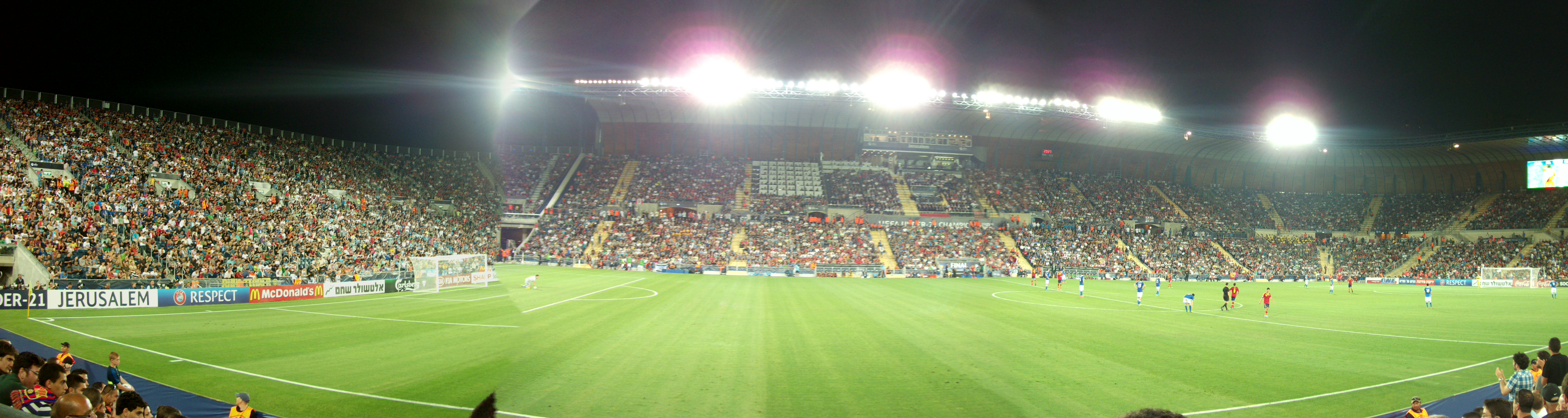
Imatge panoràmica de l'estadi.